# 마거릿 에이버리
마거릿 에이버리(Margaret Avery, 1944년 1월 20일 ~ )는 미국의 배우이다.

## 출연 작품
- 프라우드리 (2018)
- 미트 더 브라운즈 (2008)
- 웰컴홈 (2008)
- 러브 킬스 (1998)
- 가면 속의 음모 (1995)
- 사이보그 3 (1995)
- 증오 (1995)
- 의혹의 시간 (1993)
- 나이트 트랩 (1993)
- 잭슨가의 사람들 (1992)
- 할렘가의 대부 (1990)
- 분노의 파도 (1990)
- 컬러 퍼플 (1985)
- 더티 해리 2 - 이것이 법이다 (1973)
- 경찰 초년병 (1972)
- 섬씽 이블 (1972)